# Depósito de Munición Naval de Shumaker
El Depósito de Munición Naval de Shumaker fue una instalación de fabricación de municiones de la Armada de los Estados Unidos ubicada en los condados de Calhoun y Ouachita, en el sur de Arkansas. Operó desde 1945 hasta 1957, produciendo misiles AIM-9 Sidewinder y otras armas. La propiedad se vendió en 1961. Parte del sitio original ahora alberga la Universidad Tecnológica del Sur de Arkansas. Dos de sus edificios supervivientes, el 500-Man Barracks y Administration Building se incluyeron en el Registro Nacional de Lugares Históricos en 2018.
Los números de referencia NRHP son 100002448 y 100002449.